# Barrierefreies Internet
Barrierefreies Internet sind Web-Angebote, die von allen Nutzern unabhängig von ihren Einschränkungen oder technischen Möglichkeiten uneingeschränkt (barrierefrei) genutzt werden können. Die Verwendung des Begriffs Internet ist hier eine umgangssprachliche Gleichsetzung mit World Wide Web.

## Grundlagen
Barrierefreiheit schließt sowohl Menschen mit bzw. ohne Behinderungen als auch Nutzer mit technischen (Textbrowser oder PDA) oder altersbedingten Einschränkungen (z. B. Sehschwächen) sowie Webcrawler ein, mit denen Suchmaschinen die Inhalte einer Webseite erfassen.
Statistisch gesehen nutzen Menschen mit Behinderungen das Internet überdurchschnittlich häufig und sind dabei auf eine spezielle Aufbereitung der Webangebote angewiesen, die über die übliche Darstellung (Rendering am Bildschirm, Audiodatenkonversion) hinausgeht, damit sie möglichst umfassend an der digitalen Welt teilhaben können. Blinde und sehbehinderte Nutzer lassen sich Webseiten per Software vorlesen oder in Brailleschrift ausgeben, gehörlose oder schwerhörige Menschen, deren erste Sprache die Gebärdensprache ist, benötigen auf sie zugeschnittene Darstellungsformate.
Neben der Berücksichtigung der Belange von behinderten Menschen bedeutet „barrierefrei“, dass auch Nutzer ohne körperliche oder geistige Behinderung das Internetangebot „barrierefrei“ nutzen können sollen. Neben der Zugänglichkeit (Accessibility) geht es um die Plattformunabhängigkeit - ein Internetangebot soll sowohl mit Bildschirm beliebigen Formats als auch mit PDA, Handy nutzbar bleiben. Es soll unabhängig vom verwendeten Betriebssystem und von der Software funktionieren (sofern diese standardkonform arbeiten).
Neben den technischen Zugangsbedingungen sollten zudem auch die Inhalte übersichtlich und in leichter Sprache präsentiert werden. Barrierefreiheit umfasst: Keine zu hohen, sondern dem Thema angemessene Anforderungen an Bildung, Ausbildung und intellektuelles Niveau zu stellen. Dieser Kontext ist insbesondere für die öffentlich-rechtlichen Webangebote bindend, um die Forderungen nach Gleichberechtigung auch für sprachlich benachteiligte Menschen in einem Land (andere Muttersprache als die Mehrheitssprache) zu realisieren. Dabei werden allerdings auch die Probleme älterer Menschen bzw. sozial benachteiligter Schichten erfasst, die nicht mit den Möglichkeiten und Methoden moderner Kommunikation aufgewachsen sind.

## Begriffsgeschichte
Der Begriff Barrierefreiheit wurde ursprünglich im Bauwesen verwendet und bezeichnet Gebäude, die ohne Hindernisse beispielsweise für Rollstuhlfahrer zugänglich sind. Im Bereich der Informationstechnologie wurde der Begriff erstmals 1993 vom Dortmunder Zentrum Behinderung und Studium (DoBuS) verwendet als Metapher für Benutzungsschnittstellen von Software; es prägte dafür den eingängigen Begriff „barrierefreie Benutzungsschnittstelle“, der sich im deutschen Sprachraum allgemein durchgesetzt hat. Im Verein wurde das erste Mal die Forderung nach dem barrierefreien Internet öffentlichkeitswirksam gestellt. Dafür wurde der ursprünglich im Bauwesen verwendete Begriff auf den sich damals rasch entwickelnden Bereich des Internets übertragen. Die Hauptforderung des Vereins war, dass alle Informationen im Internet allen Nutzern unabhängig von der Anwendung bestimmter Programme zugänglich gemacht werden sollten.

## Internet-Techniken, die Barrieren darstellen

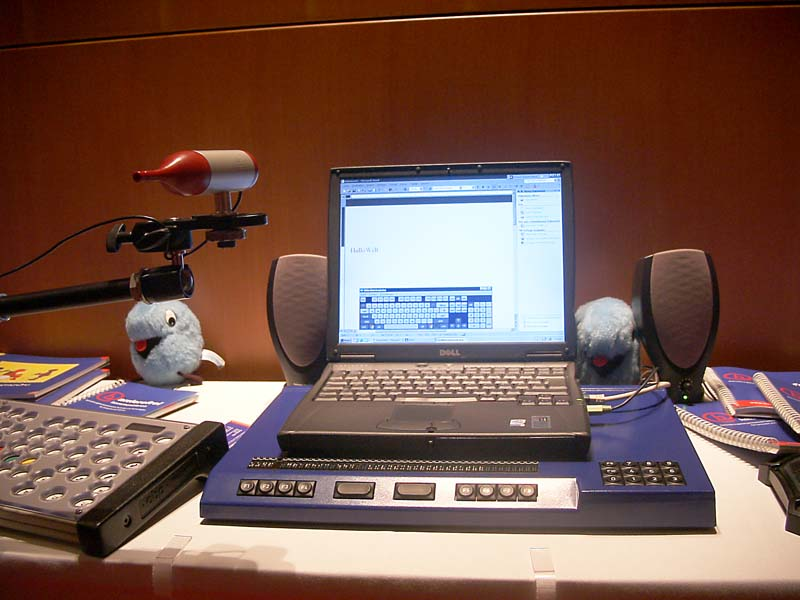
Mittels verschiedener Geräte ist es auch körperlich Schwerbehinderten möglich, Computer zu benutzen.

Die modernen Technologien der Informationsverarbeitung und das Webdesign bieten eine Fülle verschiedener Technologien, um Inhalte darzustellen, die in den letzten zehn Jahren rasch über die reine Aufbereitung von Text (Plain text) hinausgegangen sind. Ressourcenbedingt können die Hilfsmittel, die zur Darstellung notwendig sind, oft nicht adäquat nachgeführt werden, wenn es um Randgruppen geht. Solche Maßnahmen seitens der Anbieter von Webpräsenzen, aber auch der Bereitsteller von Infrastruktur und Betriebssoftware werden ausgrenzende Mechanismen genannt.
- Gut strukturierter Text kann von blinden Menschen über eine Braillezeile mit entsprechender Software (Screenreader) gelesen werden.[7] Auch Sehende profitieren beim Durchsuchen und Bearbeiten von Texten, wenn diese gut strukturiert sind. Bilder – oder Text, der in Bildern enthalten ist – sind für Blinde unzugänglich und sollten daher mit einem alternativen Text ergänzt werden. Frames sind kein Hindernis, wenn sie die Struktur unterstützen, beispielsweise Navigation und Inhalt trennen.
- Sehschwache benötigen die Skalierbarkeit der Schrift im Browser, um die Schriftgröße an ihre Sehschärfe anpassen zu können, ohne dass Inhalt oder Funktionalität verloren gehen.[8]
- Menschen mit einer Seheinschränkung benötigen möglicherweise starke Kontraste und klare Schrift sowie die Möglichkeit, die Farbe von Schrift und Hintergrund anzupassen.
- Für Personen mit einer Farbfehlsichtigkeit, so etwa infolge einer Rot-Grün-Sehschwäche ist es problematisch, wenn Informationen über Farbe allein vermittelt werden. Hinweise wie „Drücken Sie die rote Taste“ sollten daher vermieden werden.
- Sehbehinderte Menschen sind benachteiligt, wenn die Navigation aus Bildern, Java-Applets oder Flash-Objekten besteht.
- Blinkende oder animierte Texte stellen für Menschen mit einer Sehbehinderung und/oder einer kognitiven Behinderung eine Barriere dar, da sie vom eigentlichen Inhalt ablenken.
- Personen mit Spastiken oder anderen motorischen Störungen, die keine Maus bedienen können, müssen mit der Tastatur navigieren. Sie bewegen sich (meist mit der Tabulatortaste) durch die Links, Formularelemente und andere aktive Objekte auf der Seite. Damit eine Webseite gut mit der Tastatur bedient werden kann, ist es wichtig, dass die Elemente in einer sinnvollen Reihenfolge angesteuert werden und dass jederzeit klar erkennbar ist, welches Element gerade den Fokus hat.
- Gehörlose Menschen haben oft als erste Sprache die Gebärdensprache gelernt. Die Schriftsprache ist für sie eine Fremdsprache und meist schwer verständlich. Akustische Inhalte können von gehörlosen Menschen nicht aufgenommen werden. Sie sollten deswegen durch visuell wahrnehmbare Inhalte ersetzt oder von ihnen begleitet werden. Barrierefrei sind für sie Webseiten, die in Gebärdensprache dargestellt werden.
- Menschen mit kognitiven Behinderungen haben meist Probleme, lange und umständlich formulierte Texte mit schwierigen Schachtelsätzen und Fremdwörtern sowie komplexe Navigationen zu verstehen. Deswegen ist es sinnvoll, Webseiten in sogenannter  leichter Sprache zu verfassen oder Übersetzungen in die leichte Sprache anzubieten.
- Viele der derzeit üblichen Content-Management-Systeme (CMS) erzeugen Seiten, die für behinderte Menschen schlecht zugänglich sind. Nur sehr wenige Systeme oder Verfahren unterstützen die Autoren mit barrierefreien Eingabemöglichkeiten.
- Die Nichteinhaltung technischer Standards (inkorrekte Codierung von Umlauten, ungültiges HTML) erzeugt Webseiten, die nur von bestimmten Browsern so dargestellt werden, wie es der Autor beabsichtigt hat.
- Dynamisch aufbereitete und interaktiv zugängliche Information stellt eine informationssoziologische Innovation in ähnlichem Ausmaß wie das Internet selbst dar. Die Risiken ausgrenzender Mechanismen steigen aber entsprechend der Vielfalt der Möglichkeiten. Mit der Verbreitung von Ajax besteht die Gefahr, dass die Barrierefreiheit noch schneller ins Hintertreffen gerät.
- Zu Touchscreens (insbesondere Mobiltelefonen) ist in der Regel keine Maus oder anderes Eingabegerät mit Ausnahme der Finger vorhanden. Damit können keine Tooltips dargestellt werden, auch eine Statuszeile kann keine Zusatzinformationen liefern, und ein Zugang zu Funktionen über die „rechte Maustaste“ (bei Linkshändern oft links), wie z. B. ein Kontextmenü, ist nicht möglich. Das Berühren eines Links führt auch sofort zu dessen Aufruf und dann auf eine neue Seite.

### Zusammenhang von Web-Accessibility für den Menschen und Zugänglichkeit für Robots
Zunehmend werden Informationen nicht ausschließlich vom Benutzer, sondern auch von Software selbst abgefragt, im Allgemeinen über relativ einfache Skripte, die die Daten in geeigneter Form an komplexere Programme oder einen Menschen weitervermitteln. Weil diese automatisch oder halbautomatisch laufen, werden sie allgemein Robot oder Bot genannt.
Internet-Suchmaschinen indizieren das WWW mit Hilfe von automatisierten Programmen (Webcrawlern) oder Robots. Diese Programme nehmen eine Webseite ähnlich wie sehbehinderte Benutzer wahr. Sie können in der Regel nur Text auswerten. Bilder, Animationen und Ähnliches bleiben ihnen in den meisten Fällen verborgen. Als Faustregel gilt: „Alles, was Sehbehinderten Probleme bereitet, ist auch für Robots ein Hindernis.“
Eine Verallgemeinerung der Faustregel ist jedoch nicht möglich. Ein blinder Mensch wird möglicherweise noch eine Ausgabe über eine optionale Sprachausgabe erhalten. Ein Robot jedoch, der Töne nicht analysieren kann, kann in diesem Fall keine Informationen indizieren. Andersherum gibt es Beispiele, wo menschliche Blinde keine Informationen mehr bekommen, Robots aber doch noch etwas analysieren können (z. B. den Alt-Tag oder Wasserzeichen innerhalb von Bildern).
Als echtes Problem erweisen sich die Captcha-Systeme, die entworfen wurden, um Robots und Mensch zu unterscheiden (Completely Automated Public Turing test to tell Computers and Humans Apart, „Vollautomatischer Turing-Test, um Mensch und Maschine zu unterscheiden“). Die dabei üblicherweise verwendeten Bilder von verzerrten Schriftzügen müssen visuell erkannt werden, der Test versagt also und Blinde und sehschwache Personen werden vom System wie eine „Maschine“ behandelt. Es gibt erweiterte Captcha-Methoden mit Sprachausgabe, oder mutmaßlich „einfache Fragen“ stellende Systeme, die aber für Nicht-Muttersprachler ein Problem darstellen können. Tatsächlich erweist sich der Test auf Barrierefreiheit als Test an die Turing-Tests, und es gibt noch keine zuverlässige Methode, die Mensch und Maschine wirklich auseinanderhalten kann.

## Grundlegende Techniken für barrierefreies Internet
Grundvoraussetzung für barrierefreie Webseiten ist der korrekte Einsatz von Webstandards (gültiges HTML/XHTML). Die geforderte strikte Trennung von Struktur eines Dokuments (Document Object Model) und seiner Darstellung (Layout) erreicht man durch den korrekten Einsatz von Cascading Style Sheets (CSS). Kompromisse beim Design sind nicht nötig. Einige grundlegende Möglichkeiten:

### Skalierbarkeit
Feste Schriftgrößen stellen in manchen Browsern eine Barriere dar, da sie vom Nutzer nur schwer veränderbar sind. So sollte die Maßeinheit insbesondere für Schriften, aber auch für Bereiche, Abstände usw. relativ sein (Angaben in em oder %).

### Aussagekräftige Struktur
Die wichtigste Regel für barrierefreie Webseiten ist, die HTML-Elemente entsprechend ihrer Bedeutung (Semantik) einzusetzen. Am Beispiel von Überschriften im Dokument soll das verdeutlicht werden. Für Überschriften sind die HTML-Elemente h1 bis h6 vorgesehen und sollten auch zur Auszeichnung verwendet werden:
```
<
h1
>
Überschrift 1
</
h1
>

```

Eine Hervorhebung nur durch eine vergrößerte Schrift wie mit
```
<
span
 
style
=
"font-size: 1.2em;"
>
Überschrift 1
</
span
>

```

wirkt zwar in einem CSS-fähigen Browser für normalsichtige Nutzer wie eine Überschrift, ist semantisch allerdings nicht korrekt und bildet keine Struktur ab. Dass es sich bei einem so hervorgehobenen Text um eine Überschrift handelt, wird allein über die Präsentation transportiert und auf Grund von Lesegewohnheiten und typografischen Konventionen vom (sehenden) Leser „auf einen Blick“ erkannt. Der Screenreader eines blinden Internet-Nutzers interpretiert dagegen das span-Element als normalen Text. Für den Nutzer wird es dadurch schwieriger, sich im HTML-Dokument zu orientieren.
An diesem Beispiel wird deutlich, dass Barrierefreiheit weniger mit „Design“ zu tun hat, sondern eher mit dem richtigen Aufbau von (X)HTML Quelltexten. Positiver Nebeneffekt: Suchmaschinen werten semantisch richtige und valide Webseiten auf, was sich auf ein besseres Suchergebnis auswirkt. Vergleichbar ist dieser Ansatz mit dem Prinzip der Formatvorlage eines Word-Dokuments. Wer hier nicht strukturiert arbeitet, wird permanent auf Probleme stoßen.

### Positionierung von Elementen
Um Elemente auf einer Seite zu platzieren, können zum einen Tabellenkonstruktionen eingesetzt werden, zum anderen lassen sich Elemente mit Cascading Style Sheets mittels genauer Koordinaten positionieren. Durch die Nutzung von Tabellen wird der Quelltext unnötig aufgebläht, da Bereiche definiert werden müssen, die gar nicht genutzt werden. Vor allem sollten Tabellen nur verwendet werden, wenn es auch darum geht, tabellarische Inhalte darzustellen, nicht um ein Gestaltungsraster zu erzeugen. Mit Cascading Style Sheets müssen nur Elemente definiert werden, die benötigt werden. Auch Überlappungen von einzelnen Elementen (Vorder- und Hintergrundelemente in verschiedenen Ebenen) sind möglich. Die Verwendung von DIV-Elementen hat sich hier bewährt.
Besonders vorteilhaft ist aber vor allem die Unabhängigkeit der angezeigten Position von der im Quelltext. So kann im HTML-Dokument der Kopfbereich des sichtbaren Inhalts erst am Ende definiert werden. Wenn dieser mit Bannern versehen wird, welche für Nutzer mit Handicap meist eher störend sind, so werden diese am Ende des Quelltextes definiert. Somit müssen Benutzer von Screenreadern nicht erst uninteressantes „lesen“, sondern können direkt den relevanten Inhalt nutzen. Sinnvoll sind seiteninterne Sprungmarken (Anker) wie Sprung zum Inhalt (Navigation überspringen).
Navigations-Elemente wie Menüs sollten als Liste definiert werden (UL, LI) und dann per Stylesheet optisch als horizontale oder vertikale Menüs gestaltet werden. Für einen Blinden ist eine Liste als Inhalts-Index besser zu deuten.

### Akronyme und Abkürzungen
Auch Akronyme und Abkürzungen sollten mit dem dafür vorgesehenen HTML-Element abbr (für abbreviation, zu Deutsch: Abkürzung) ausgezeichnet werden:
```
<
abbr
 
title
=
"Barrierefreie Informationstechnik-Verordnung"
>
BITV
</
abbr
>

```

Aus Gründen der einfacheren Bedienung empfiehlt sich unter Umständen das Auflösen einer Abkürzung in nachfolgenden Klammern: „BITV (Barrierefreie Informationstechnik-Verordnung)“
In modernen Browsern kann dies mittels CSS (generierter Inhalt, Attribut-Selektor, content-Eigenschaft) bewerkstelligt werden, ohne den HTML-Code verändern zu müssen:
```
abbr
[
title
]
::
after
 
{

  
content
:
 
' ('
attr
(
title
)
')'
;

}

```

### Sinnvolle Link-Texte
Screenreader erlauben sehbehinderten Nutzern, einen Text rasch zu durchkämmen, indem sie von Link zu Link springen. Die von der Software vorgelesenen Linktexte sollen nützlich formuliert sein, also den jeweiligen Link spezifisch beschreiben (keine einheitlichen, wiederkehrenden Bezeichnungen für unterschiedliche Linkziele verwenden) und selbsterklärend sein, ohne Kontext.
```
<!-- Falsch: -->

<
a
 
href
=
"Linkziel-1"
>
hier klicken
</
a
>

<
a
 
href
=
"Linkziel-2"
>
online
</
a
>

<!-- Richtig: -->

<
a
 
href
=
"Linkziel-1"
>
aussagekräftige Beschreibung
</
a
>

<
a
 
href
=
"Linkziel-2"
>
verschiedene Texte für verschiedene Ziele
</
a
>

```

### Text-Alternative zu grafischen Informationen
Informationen dürfen nicht allein in Form von Grafiken vorliegen, sondern müssen alternativ von einem beschreibenden Text begleitet werden.
```
<!-- Falsch: -->

<
img
 
src
=
"img/grauerloewe.png"
>

<!-- Richtig: -->

<
img
 
src
=
"img/grauerloewe.png"
 
alt
=
"Zeichnung eines grauen Loewen, der auf einem Stein liegt."
>

```

### Bilder für Layoutzwecke
Oftmals werden Bilder nur für Layoutzwecke, nicht jedoch für die Informationsvermittlung genutzt. Um die geforderten Standards einzuhalten, also um valides HTML zu erstellen, muss man Bilder mit einem alternativen Text (ALT-Attribut) versehen. Handelt es sich bei den Bildern um grafische Elemente für das Seitenlayout, wäre ein Alt-Text jedoch für Blinde störend, weshalb das ALT-Attribut leer gelassen werden sollte; das Bild wird dann von Screenreadern ignoriert. Auf die Methode, zum Ausrichten von Elementen 1×1 Pixel große transparente Grafiken zu verwenden, die dann in großer Anzahl hintereinander gesetzt werden, sollte gänzlich verzichtet und stattdessen CSS zum Positionieren eingesetzt werden. Dient ein Bild einzig dem Layout/Design und transportiert keine relevante Information, so kann es auch als Hintergrundbild im Stylesheet (background-image) definiert werden.

### Interaktive Schaltflächen per CSS
Oftmals werden Navigationsmenüs mit Hilfe von JavaScript oder mittels Plug-ins realisiert. Dies kann den Quelltext unnötig umfangreich machen und sperrt Benutzer aus, wenn zum Beispiel:
- die JavaScript-Unterstützung im Browser deaktiviert ist (etwa aus Sicherheitsgründen),
- die benötigten Plug-ins nicht installiert sind
- oder der Nutzer durch eine Behinderung nicht in der Lage ist, die Navigation wahrzunehmen oder zu bedienen.

Bei den meisten Schaltflächen im Internet werden einfach nur Hintergrundfarbe oder -bild sowie Textfarbe und -dekoration ausgetauscht. Dies ist per CSS um ein Vielfaches einfacher und der Quelltext schrumpft (Bündelung von Formatangaben in Klassen). Dies verringert die Dokumentengröße, wodurch zugleich das Transfervolumen kleiner und die Seite schneller geladen wird. Durch eine Ausgliederung der CSS-Angaben in eine externe Datei können weitere Verbesserungen in Bezug auf Transfervolumen und Ladezeit erreicht werden, da die Formatierungen nur einmal – und nicht bei jedem neuen Aufruf – zum User übertragen werden müssen.

### Unobtrusive JavaScript
Unobtrusive JavaScript (wörtl. unaufdringliches JavaScript, auch: barrierefreies JavaScript) ist ein Konzept für eine zeitgemäße Verwendung von JavaScript in Webseiten. JavaScript soll demnach eine Erweiterung des Funktionsumfangs bieten, anstatt Voraussetzung für das Funktionieren zu sein. Das Konzept gewinnt insbesondere in Verbindung mit dem barrierefreien und mobilen Internet zunehmend an Bedeutung.

#### Grundprinzipien
- Aufteilung von Inhalt, Verhalten und Präsentation von Webseiten (Model View Controller).[13]
- Verwendung von Best Practices, um Probleme herkömmlicher JavaScript-Programmierung zu vermeiden (unterschiedliche Anzeige in verschiedenen Webbrowsern, fehlende Skalierbarkeit).
- JavaScript als Erweiterung des Funktionsumfangs, nicht als Voraussetzung.[14]

#### Motivation
Historisch hatte JavaScript den Ruf einer plumpen, ungeschliffenen Programmiersprache, die für „ernsthafte“ Softwareentwicklung unbrauchbar sei. Dies ist hauptsächlich auf inkonsistente Implementierungen der Skriptumgebung und des DOM in unterschiedlichen Browsern, sowie die weitläufige Verwendung von Copy-Paste-Quelltext zurückzuführen. Laufzeitfehler waren dermaßen üblich und schwer auszubessern, dass viele Programmierer auf Verbesserungen verzichteten, solange das Skript ungefähr das gewünschte Verhalten aufwies. Dabei wurde toleriert, dass solche Skripte in manchen Browsern nicht funktionierten.
Das Aufkommen von Standard-kompatiblen Browsern, JavaScript-Bibliotheken und besserer Debugging-Werkzeugen machte organisierten und skalierbaren JavaScript-Code möglich und Ajax-basierte Benutzeroberflächen machten dies sogar notwendig.
Wo JavaScript früher nur für kleine, unkritische Aufgaben eingesetzt wurde, ist es nun Praxis, auch große, komplizierte Projekte zu realisieren, die oftmals Teil der Kernfunktionalität einer Webseite darstellen. Laufzeitfehler sind damit keine Unschönheiten, sondern fatale Ausfälle.
Das Konzept der Barrierefreiheit im Sinne von JavaScript-Programmierung ist von dem Artikel Unobtrusive DHTML, and the power of unordered lists von Stuart Langridge geprägt. In diesem Artikel erörtert Langridge das Konzept, JavaScript strikt von HTML zu trennen. Seitdem hat er dieses Konzept in diversen Artikeln und einem Buch ausführlich dargestellt.

#### Praktische Anwendung
Das Konzept wird in ASP.NET mit MVC-Plugin 3 mittels Ajax unterstützt.

## Richtlinien zur Barrierefreiheit von Online-Inhalten
Um das Web barrierefreier zu machen, wurde vom W3C die Web Accessibility Initiative (WAI) gegründet. Diese Initiative veröffentlichte 1999 den ersten international anerkannten Standard „Web Content Accessibility Guidelines 1.0“ (WCAG). Die aktuelle Version WCAG 2.0 wurde nach mehr als neunjähriger Beratung am 11. Dezember 2008 veröffentlicht.
Die ARIA (Accessible Rich Internet Applications) ist eine auf Initiative der WAI entstandene Spezifikation, die seit 2014 vom W3C als Webstandard empfohlen wird.

### Europäische Union
In der EU gibt es 38 Millionen Menschen mit verschiedenen Behinderungen, von leichten Behinderungen (Sehschwächen) bis hin zu schweren Behinderungen (wie Blindheit oder schweren Mehrfachbehinderungen). Der Anteil älterer Menschen an der Gesamtbevölkerung nimmt stetig zu. Derzeit sind ca. 20 Prozent der Bevölkerung über 60 Jahre alt.
Die eEurope-Initiative (Dezember 1999) zur Informationsgesellschaft benennt als eines von zehn Zielen die Teilhabe aller, ungeachtet von Alter und Behinderung. Der e-Europe-Aktionsplan gibt hierfür die folgenden Vorhaben an: Einführung der Richtlinien der WAI bis 2002 in der öffentlichen Verwaltung und Design-for-All-Standards bis 2003. Der Europäische Rat verabschiedete am 10. April 2002 eine Entschließung, in der die Mitgliedstaaten aufgefordert wurden, sich stärker um eine Umsetzung der Leitlinien der WAI zu bemühen und dieses in nationalem Recht festzulegen.
Damit vermeintlich bereits erreicht war barrierefreier Zugang (eAccessibility) im darauf folgenden Aktionsplan 2005 der Initiative eEurope kein Schwerpunktthema mehr. Es wurde als Schwerpunkt erst wieder in der i2010 Initiative aufgegriffen: neben den Zielen einen europäischen Informationsraum zu schaffen und weltweite Spitzenleistungen durch Innovationen und Investitionen in der IKT-Forschung zu schaffen wird hier eine Informationsgesellschaft gefordert, die alle Menschen einbezieht, hochwertige öffentliche Dienste bietet und zur Anhebung der Lebensqualität beiträgt.
Die auf Einladung der lettischen Regierung organisierte EU-Ministertagung 2006 in Riga war auf diesen dritten Schwerpunkt der i2010-Initiative konzentriert. Die Rigaer Ministererklärung wurde einstimmig von 34 europäischen Ländern – EU-Mitgliedstaaten, Kandidatenländern sowie den EFTA-/EWR-Ländern – unterzeichnet.
Die neue EU-Richtlinie für barrierefreie Websites WCAG 2.1 für öffentliche Einrichtungen ist am 22. Dezember 2016 in Kraft getreten. Die Frist für die EU-Mitglieder, die darin enthaltenen Ziele in nationales Recht umzusetzen, war der 23. September 2018. Ab dem 23. September 2019 müssen zudem alle neuen Webseiten, die nach dem 23. September 2018 erstellt wurden, barrierefrei sein. Alle anderen Webseiten müssen ab dem 23. September 2020 zugänglich sein, was vor allem für Institutionen, die Medien für Lehrangebote nutzen relevant ist. Ab dem 23. September 2021 müssen außerdem alle mobilen Anwendungen barrierefrei zugänglich sein.
Im April 2019 wurde der European Accessibility Act wurde von der EU beschlossen und musste von allen EU-Ländern in nationales Recht umgewandelt werden. Die jeweiligen nationalen Gesetze, wie für Deutschland das Barrierefreiheitsstärkungsgesetz (BFSG), müssen bis zum 28. Juni 2025 umgesetzt und in Kraft getreten sein.

### Deutschland
In Deutschland nutzen vier von fünf Menschen mit Behinderungen das World Wide Web. Zum 1. Mai 2002 ist das Gesetz zur Gleichstellung behinderter Menschen und zur Änderung anderer Gesetze (Behindertengleichstellungsgesetz – BGG) vom 27. April 2002 in Kraft getreten. In diesem Gesetz hat der Bund Regeln zur Herstellung von Barrierefreiheit in der Informationstechnik für seine Verwaltung gesetzt. Damit ist die Bundesverwaltung verpflichtet, ihre öffentlich zugänglichen Internet- und Intranet-Angebote grundsätzlich barrierefrei zu gestalten.
Eine entsprechende Rechtsverordnung (Barrierefreie-Informationstechnik-Verordnung – BITV) von Bundesministerium des Innern und für Heimat und Bundesministerium für Arbeit und Soziales regelt die Maßgaben hierfür. Die Anlage 1 der Rechtsverordnung enthält keine Vorgaben zur grundlegenden Technik (Server, Router, Protokolle), sondern listet Anforderungen auf, die sich an den Richtlinien der WAI orientieren. Der Bund führt insgesamt 14 Anforderungen und über 60 in zwei Prioritäts-Stufen eingeordnete zu erfüllende Bedingungen auf. Für die Anpassung bereits damals bestehender Angebote war eine Übergangsfrist bis zum 31. Dezember 2005 vorgesehen; seitdem müssen alle Angebote die Regelungen sofort berücksichtigen.
Die neue Fassung der Barrierefreien-Informationstechnik-Verordnung (BITV) 2.0 ist am 25. Mai 2019 in Kraft getreten. Die BITV 2.0 setzt die Vorgaben der Richtlinie (EU) 2016/2102 über die Barrierefreiheit von Websites und mobilen Anwendungen öffentlicher Stellen um, die nicht schon 2018 im aktualisierten Behindertengleichstellungsgesetz (BGG) umgesetzt wurden. Geändert hat sich der Umgang mit den zur barrierefreien Gestaltung von Informationstechnik zu berücksichtigenden Normen. Diese werden nicht mehr in der BITV 2.0 selbst beschrieben, sondern die Verordnung verweist auf die im Amtsblatt der Europäischen Union bekannt gemachten harmonisierten Normen.
Grundsätzlich richtet sich die BITV nur an Einrichtungen des öffentlichen Rechts, die dem Bund untergeordnet sind. Einrichtungen und Körperschaften der Länder werden über eigene Landes-Gleichstellungsgesetze erfasst. In der Regel orientieren sich die Ländergesetze an der BITV. Umstritten ist, ob die Gleichstellungsgesetze verlangen, dass Seiten in Deutsche Gebärdensprache übersetzt und angeboten werden.
Im Aktionsbündnis für barrierefreie Informationstechnik haben sich Behindertenverbände, Forschungseinrichtungen, und andere zusammengeschlossen, um die Umsetzung der Barrierefreiheit im Internet zu fördern. Das AbI bietet auf dem Informationsportal WOB11 Informationen zum Thema barrierefreies Internet. Die Aktion Mensch und die Stiftung Digitale Chancen zeichneten im Zeitraum 2003 bis 2010 die besten deutschsprachigen, barrierefreien Websites mit dem BIENE-Award aus. Eine offizielle „Barrierefrei-TÜV“ Prüfung gibt es bisher jedoch nicht, da ein standardisiertes Testverfahren schwer definierbar ist hinsichtlich Detailtiefe und Umfang und eine Vergleichbarkeit gewährleistet sein muss. Außerdem sind Webangebote – im Gegensatz zu beispielsweise barrierefreien Bauten – leicht und häufig veränderbar, ein Zertifikat müsste also regelmäßig überprüft werden.
Der BITV-Test ist ein Testverfahren zur Prüfung der Zugänglichkeit von Webangeboten. Er wurde im Rahmen der Projektreihe BIK – barrierefrei informieren und kommunizieren entwickelt und macht die Anforderungen der Verordnung zur Barrierefreien Informationstechnik (BITV) handhabbar.
Gegen digitale Barrieren auf Webseiten von Bundesbehörden oder sonstigen Einrichtungen des öffentlichen Rechts und des Privatrechts kann bei der Schlichtungsstelle nach dem Behindertengleichstellungsgesetz (BGG) ein Schlichtungsverfahren eingeleitet werden.
Die Barrierefreiheit von Webseiten wird ab dem 28. Juni 2025 durch das Barrierefreiheitsstärkungsgesetz (BFSG) und die EU-Richtlinie des European Accessibility Act (EAA) maßgeblich beeinflusst. Diese Gesetze und Richtlinien zielen darauf ab, einheitliche Standards für die Zugänglichkeit digitaler Inhalte zu schaffen und basieren auf der europäischen Norm EN 301 549, die sich an den WCAG-Richtlinien orientiert. Eine Studie vom November 2024 ergab, dass 99 % der untersuchten 2.446 deutschen Online-Shops die Anforderungen des BFSG noch nicht vollständig erfüllen.

### Österreich

#### Rechtliche Rahmenbedingungen
Die Barrierefreiheit des Internets beruft sich auf die Bundesverfassung. Der Art. 7 Abs. 1 B-VG formuliert den Gleichheitsgrundsatz, enthält auch ein ausdrückliches Diskriminierungsverbot für behinderte Menschen, und eine Staatszielbestimmung, die den Gesetzgeber zur aktiven Verwirklichung einer faktischen Gleichstellung verpflichtet. Bund, Länder und Gemeinden bekennen sich darauf beruhend dazu, „die Gleichbehandlung von behinderten und nicht behinderten Menschen in allen Bereichen des täglichen Lebens zu gewährleisten.“ Das ist mit dem Bundes-Behindertengleichstellungsgesetz und dem Behinderteneinstellungsgesetz seit dem 1. Januar 2006 umgesetzt.
Im § 6 Abs. 5 Bundes-Behindertengleichstellungsgesetz wird erklärt, dass eine Einrichtung barrierefrei ist, „wenn sie für Menschen mit Behinderungen in der allgemein üblichen Weise, ohne besondere Erschwernis und grundsätzlich ohne fremde Hilfe zugänglich und nutzbar sind.“ Dabei werden seit 2008 die in den Richtlinien für barrierefreie Webinhalte WCAG 2.0 der Web Accessibility Initiative (WAI) des World Wide Web Consortium (W3C) formulierten Grundbedingungen an Barrierefreiheit zugrunde gelegt.
Mit dem E-Government-Gesetz von 2004 (Umsetzungsfrist Jänner 2008) wurden behördliche Internetauftritte, die Informationen anbieten oder Verfahren elektronisch unterstützen, verpflichtet, diese so zu gestalten, „dass internationale Standards über die Web-Zugänglichkeit auch hinsichtlich des barrierefreien Zugangs für behinderte Menschen eingehalten werden.“ (§ 1 Abs. 3). Als internationaler Standard galt hierfür ebenso WCAG 2.0. Die Webpräsenzen der Verwaltung und deren elektronische Durchführung (E-Government) betreffend sind weiters zu nennen: das Allgemeine Verwaltungsverfahrensgesetz, das Zustellgesetz und das Signatur- und Vertrauensdienstegesetz.
2019 wurde das Web-Zugänglichkeits-Gesetz als nationales Gesetz zur Umsetzung der Richtlinie (EU) 2016/2012 über den barrierefreien Zugang zu den Websites und mobilen Anwendungen öffentlicher Stellen veröffentlicht. Die Anforderungen an die Barrierefreiheit für IKT-Produkte und Dienstleistungen sind zusammen mit einer Beschreibung der Testverfahren und Bewertungsmethoden für jede Zugänglichkeits-Anforderung im Europäischen Standard EN 301 549 V2.1.2 (2018-08) festgelegt, womit die Erfüllung aller Erfolgskritieren der Konformitätsstufen A und AA der Richtlinien für barrierefreie Webinhalte – WCAG 2.1 – einzuhalten ist. Temporär ausgenommen sind die im nationalen Gesetz beziehungsweise der EU-Richtlinie formulierten Ausnahmen.

### Schweiz

#### Rechtliche Rahmenbedingungen
In der Schweiz ist die Zugänglichkeit zu Internetangeboten des Staates für Menschen mit Behinderung in der Bundesverfassung geregelt und die Regulierung der Barrierefreiheit von Websites wird durch Gesetz und Verordnung konkretisiert.
- Das Behindertengleichstellungsgesetz (BehiG) trat am 1. Januar 2004 in Kraft. Es bezweckt Menschen mit Behinderungen möglichst zu einem Leben zu verhelfen, welches mit demjenigen von Nichtbehinderten vergleichbar ist.
- In der Behindertengleichstellungsverordnung (BehiV), die gleichzeitig in Kraft trat, ist in Artikel 10 detailliert beschrieben, dass die Informationen sowie die Kommunikations- und Transaktionsdienstleistungen über das Internet für Sprach-, Hör-, Seh- und motorisch Behinderte zugänglich sein müssen.

Konkret bedeutet das Gesetz: Internetangebote des Staates (Bund, Kantone, Gemeinden, bundesnahe Firmen) müssen für Behinderte ohne erschwerende Bedingungen zugänglich sein. Internetangebote von Privaten haben keine Verpflichtung zur behindertengerechten Ausgestaltung, aber sie dürfen keine Bevölkerungsgruppen diskriminieren.
Mit Inkrafttreten des Gesetzes und der Verordnung wurde 2004 das Eidgenössische Büro für die Gleichstellung von Menschen mit Behinderung (EBGB) geschaffen. Seine Aufgabe ist es, die Gleichstellung von behinderten und nicht behinderten Menschen zu fördern, sowie sich für die Beseitigung der rechtlichen oder tatsächlichen Benachteiligungen einzusetzen.

#### Richtlinien und Umsetzung
Die Richtlinien des Bundes für die Gestaltung von barrierefreien Internetangeboten (P028) basieren auf dem W3C-Standard WCAG 2.0, diese international geltenden Richtlinien wurden unverändert übernommen. Die Einhaltung aller Checkpunkte der Konformitätsstufe AA muss gewährleistet sein. P028 verlangt explizit auch die Zugänglichkeit aller präsentierten PDF-Dokumente. PDF-Dokumente müssen für Menschen mit Behinderung lesbar sein oder deren Inhalte in anderer, gleichwertiger Form, beispielsweise als Textdokument zur Verfügung stehen. Sobald die WAI eine neuere Form der WCAG in Kraft setzt, muss innerhalb von drei Monaten die interdisziplinäre Kommission zusammentreffen und befinden ob und wie der Standard P028 aktualisiert werden soll.
Für die Umsetzung auf kantonaler und kommunaler Ebene wurde innerhalb des Vereins für eGovernment-Standards (eCH) die Fachgruppe Accessibility gebildet. Sie besteht aus Bundesvertretern, die ihre Erfahrungen einbringen, aus Vertretern von Kantonen und größeren Gemeinden sowie freiwilligen Experten aus der Privatwirtschaft und Experten der Stiftung Zugang für alle. Die Fachgruppe erarbeitete den offenen Standard eCH-0059, bestehend aus Leitfaden und Hilfsmittel. Sein Zweck besteht darin Verantwortlichen und Projektmitarbeitern Richtlinien zu geben, wie ein Internetprojekt barrierefrei abgewickelt werden kann. Der Leitfaden listet für jede Projektphase die nötigen Maßnahmen auf.
2016 wurde von der Stiftung Zugang für alle die zweite Studie Bestandesaufnahme der Zugänglichkeit von Schweizer Websites des Gemeinwesens für Menschen mit Behinderung publiziert. Sie zeigte einerseits große Fortschritte bei der Zugänglichkeit der Websites der Bundesbehörden, andererseits große und teilweise frappante Defizite der Websites der Kantone und bundesnahen Betriebe.

### USA
Nach Schätzungen gelten 39,1 Millionen US-Amerikaner (15 Prozent der Bevölkerung) als behindert. Die USA sind bezüglich der Einführung der Barrierefreiheit in der öffentlichen Verwaltung auf Bundes- und Einzelstaats-Ebene Vorreiter:
Bereits 1990 wurde mit dem Americans with Disabilities Act (ADA) ein Behindertengleichstellungsgesetz erlassen, dessen Umsetzung vom Bundes-Justizministerium überwacht wird. Der 1998 erweiterte Abschnitt 508 (Section 508) des Rehabilitation Act bindet alle Bundesbehörden bezüglich ihrer Informationsangebote. Die hier durch eine unabhängige Bundeseinrichtung erarbeiteten Regelwerke wurden sogar in die Beschaffungsvorgaben aufgenommen und müssen von allen Firmen erfüllt werden, die an die Regierung Waren oder Dienstleistungen verkaufen.
Die meisten Einzelstaaten bieten ihre Internet-Angebote alternativ in einer „nur-Text“-Version an oder erfüllen, wie beispielsweise Delaware, bereits vollständig alle Priorität-1-Anforderungen der WAI. Die e-Government-Leitstelle von Delaware ist damit befasst, die Umsetzung der WAI-Richtlinien bei allen Verwaltungs-Angeboten des Staates zu befördern. Im kommunalen Bereich gibt es Beispiele: so erfüllt der Internet-Auftritt der Stadt Orlando (Florida) ebenfalls die WAI-Vorgaben der Priorität 1.

## Normen und Standards
- International:
  - Ben Caldwell; Michael Cooper; Loretta Guarino Reid; Gregg Vanderheiden: Web Content Accessibility Guidelines (WCAG) 2.0. W3C, 11. Dezember 2008, abgerufen am 13. Dezember 2008 (englisch).
- Europäische Union:
  - European Accessibility Act (EAA)
  - Digitaler Binnenmarkt. Zusammenfassung der Gesetzgebung. In: EUR-Lex. Abgerufen am 17. März 2021.
  - Aktionsplan eEUROPE, Strategie i2010 Europa: Informationsgesellschaft, Tätigkeitsberichte der Gesetzgebung der EU zu Rahmenbedingungen (Memento vom 27. März 2009 im Internet Archive)
  - Barrierefreier Zugang (eAccessibility). Zusammenfassung der Gesetzgebung. In: EUR-Lex. Amt für Veröffentlichungen der Europäischen Union, abgerufen am 17. März 2021.
  - eContentplus programme. Portal der EU, abgerufen am 28. Juni 2008 (englisch).
- Deutschland:
  - Barrierefreiheitsstärkungsgesetz (BSFG)
  - Gesetz zur Gleichstellung behinderter Menschen (BGG)
  - Barrierefreie-Informationstechnik-Verordnung (BITV); Anlage 1 der BITV 2.0
- Österreich:
  - Bundes-Behindertengleichstellungsgesetz (BGStG)
  - Bundes-Gleichbehandlungsgesetz (B-GlBG)
  - Bundesgesetz über die Gleichbehandlung (GlBG)
- Schweiz (alle admin.ch):
  - Behindertengleichstellungsgesetz (BehiG) (PDF)
  - Behindertengleichstellungsverordnung (BehiV) (PDF)
  - Richtlinien Accessibility – Gesetzliche Rahmenbedingungen; P028 – Richtlinien des Bundes
- Liechtenstein:
  - Gesetz über die Gleichstellung von Menschen mit Behinderungen (BGlG)